# Hyalostenele catax
Hyalostenele catax är en fjärilsart som beskrevs av Druce 1898. Hyalostenele catax ingår i släktet Hyalostenele och familjen mätare. Inga underarter finns listade i Catalogue of Life.